# Broder sol och syster måne
Broder sol och syster måne är en italiensk-brittisk film från 1972 i regi av Franco Zeffirelli. Filmen är den sanna historien om Franciskus av Assisi (1182-1226), hans liv och hur han startar Franciskanorden.

## Handling
Filmen, vars titel utgörs av en alternativ titel på Solsången, handlar om den unge Franciskus som är son till en rik tyghandlare. Han ger sig ut i krig för att vinna ära och berömmelse, men kommer hem skadad och utan glädje. Han vandrar i ensamhet och funderar över Gud. Under vandringarna möter han den unga Klara. Snart ger han upp sitt gamla liv helt och hållet och avsäger sig alla världsliga ägodelar och pappans förmögenhet. I stället lever han ett enkelt liv i total fattigdom och i askes som en Guds man. 
Han får snabbt många följeslagare bland de redan fattiga och lidande. Den unga Klara, (it. Chiara), hjälper de leprasjuka och får Franciskus' beundran. Så småningom bestämmer hon sig också för att följa honom i det som blir Franciskanorden.
Filmen utspelar sig i den italienska staden Assisi i slutet av 1100-talet och i början av 1200-talet.

## Om filmen
Filmen handlar om den unge Franciskus av Assisi.

## Rollista i urval
- Graham Faulkner - Franciskus
- Judi Bowker - Klara
- Leigh Lawson - Bernardo
- Kenneth Cranham - Paolo
- Lee Montague - Pietro Di Bernardone
- Valentina Cortese - Pica Di Bernardone
- Alec Guinness - Påven Innocentius III
- Michael Feast - Silvestro